# Acleris dentata
Acleris dentata (лат.) — вид бабочек из семейства листовёрток. Распространён на островах Хоккайдо и Хонсю (Япония). Гусеницы встречаются в свёрнутых листьях липы японской. Бабочек можно наблюдать с июля по август. Размах крыльев 20—23 мм.